# Deutsche Botschaftsschule Peking

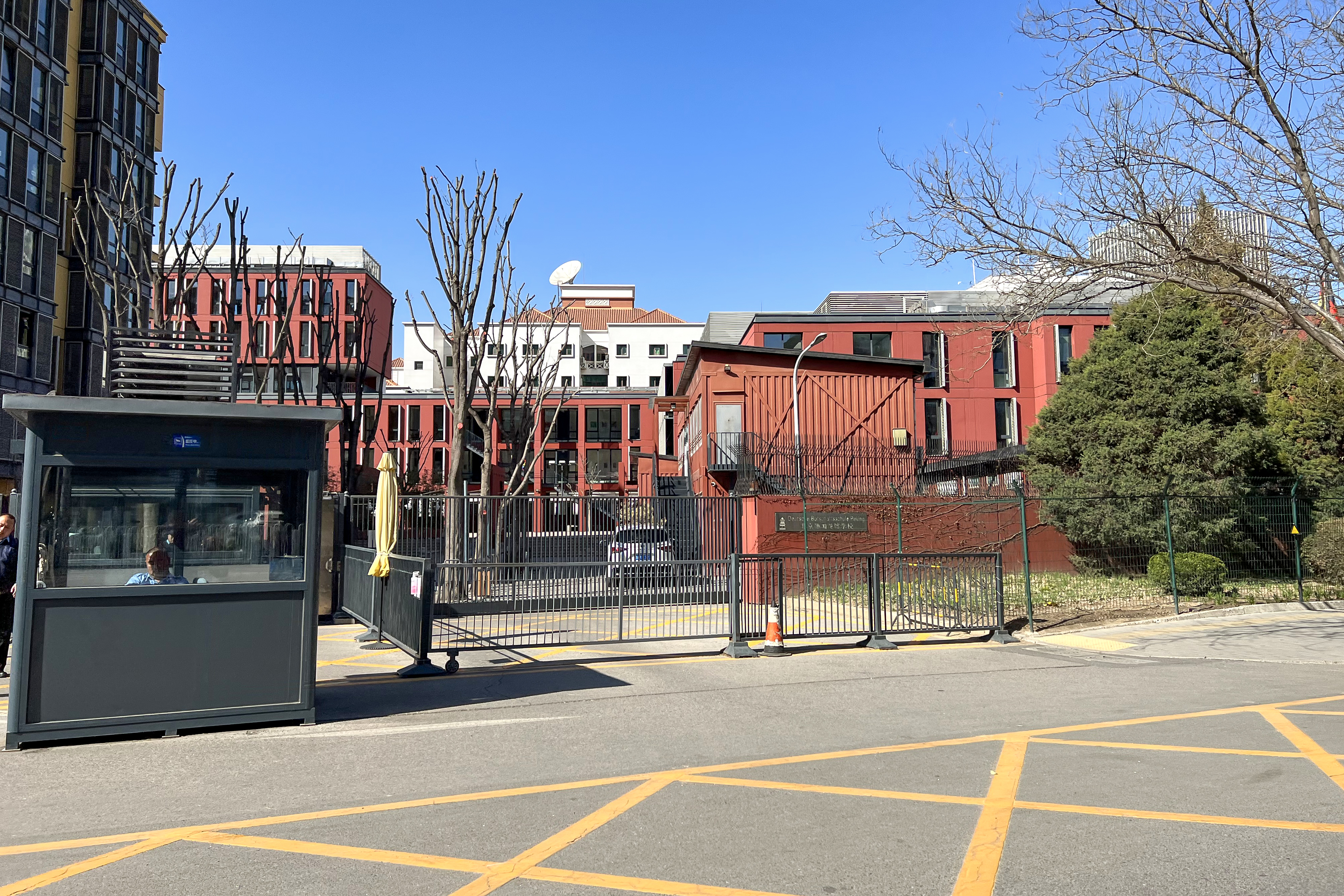
Die DSP

Die Deutsche Botschaftsschule Peking (kurz DSP) ist eine private Deutsche Auslandsschule in Peking in der Volksrepublik China.

## Geschichte
Im Jahr 1978 nahm die heutige Schule ihren Betrieb in einem Appartement des diplomatischen Wohnviertels Jianguomen Wai mit einer Lehrkraft und einer jahrgangsübergreifenden Klasse auf.
Im Jahr 1990 wurden Räumlichkeiten im Lido (Lidu) Komplex angemietet, die mit stark wachsenden Schülerzahlen (125 / 15 Lehrkräfte) sukzessiv erweitert wurden. Bis Ende 1992 wird die Anerkennung der Abschlüsse der 9. und 10. Klassen im deutschen Schulsystem erreicht. Im November 1994 erfolgte die offizielle Anerkennung als Deutsche Auslandsschule durch die Kultusministerkonferenz der Länder. Bereits 1995 wurde die künftige Einführung einer gymnasialen Sekundarstufe II genehmigt.
Ebenfalls im Jahr 1995 wurde bilateral auf Regierungsebene ein Grundstückstausch diplomatischer Liegenschaften im Gefolge der Herstellung der deutschen Einheit verhandelt. Der Schulverein konnte auf dieser Basis erste Planungen für einen eigenen Schulbau aufnehmen. Das jetzige Grundstück Liangmaqiao Lu 49/49A musste im Sinne der diplomatischen Nutzung mit einem Dienstwohnungsblock für Angehörige der Deutschen Botschaft bebaut werden; der größere Teile des Grundstücks steht für die DSP zur Verfügung. 1997 wurde diese Lösung staatsvertraglich vereinbart.
Das Schulgebäude konnte am 4. Dezember 2000 bezogen werden.

## Status
Die Schule wird getragen vom Deutschen Schulverein Peking und ist eine von der Kultusministerkonferenz anerkannte und von der Bundesrepublik Deutschland geförderte Auslandsschule, die bis zum Abitur führt und berechtigt ist, alle deutschen Schulabschlüsse zu vergeben. Die Schule trägt die Auszeichnung „Exzellente Deutsche Auslandschule“.
Im Schuljahr 2018/19 besuchten 730 Schüler aus über 30 Nationen die Schule (ca. 550 Schüler in den Klassen 1 bis 12 und ca. 180 Kinder im Kindergarten).
Die Schule bietet ihren Schülern eine Kenntnisvermittlung der deutschen Sprache und Kultur einerseits und eine mehrsprachige Umgebung andererseits, wodurch ihnen ein erfolgreicher Anschluss an eine deutschsprachige Schul- und Universitätsausbildung oder ein Übergang in eine Ausbildung im globalen Umfeld ermöglicht wird.
Zur Schule gehören: Kindergarten mit Vorschule (für Kleinkinder ab 2 Jahre), Grundschule (Klasse 1 bis 4, mit Mittags- und Ganztagsbetreuung), Orientierungsstufe (Klasse 5 und 6), Sekundarstufe I (Klasse 6 bis 9; Realschule und Gymnasium), Sekundarstufe II (Klasse 10 bis 12; nach G 8).

Sprachen bilden einen Schwerpunkt im Curriculum. Die Unterrichtssprache ist in den meisten Fächern Deutsch. Englisch als erste Fremdsprache beginnt in der 5. Klasse. Die zweite Fremdsprache Französisch muss im gymnasialen Zweig ab Klasse 6 belegt werden. Chinesisch wird in der Sekundarstufe II als spätbeginnende Fremdsprache angeboten und kann in die Abiturwertung eingebracht werden. Zusätzlich gibt es englischsprachigen Unterricht in den Fächern Geographie und Politik.

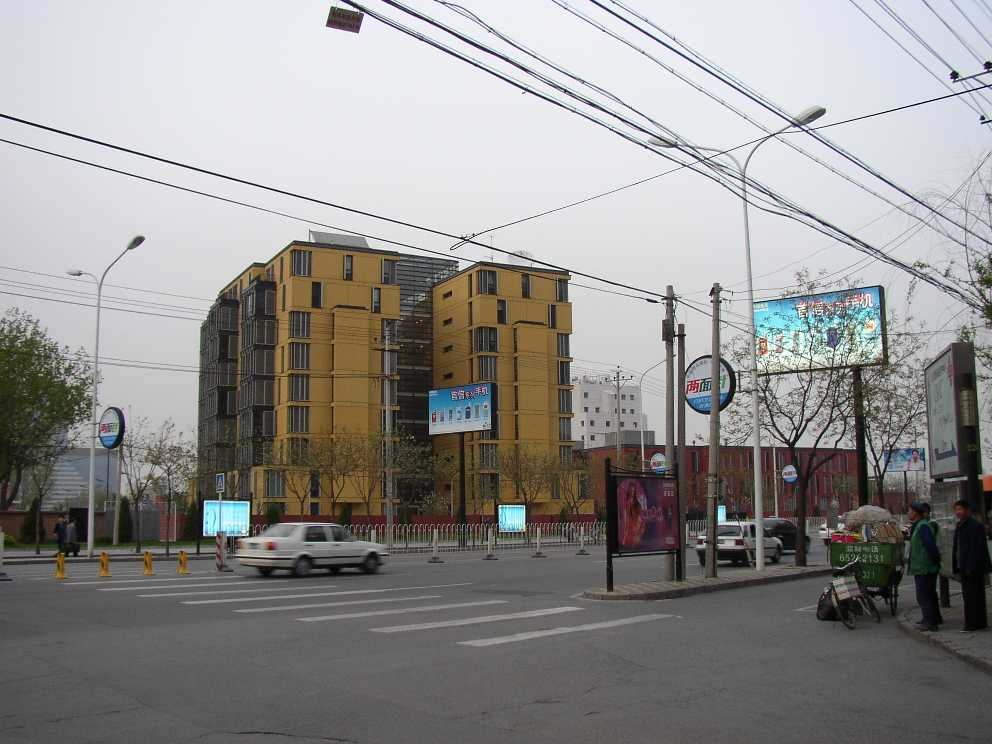
2003: rechts die DSP (rot) und links das Dienstwohnungsgebäude der Botschaft (gelb)

Die Schule liegt zentral in Peking an der Liangmaqiao Road im Chaoyang District. Der Kindergarten befindet sich in der Nähe im Tayuan Diplomatic Compound, nahe der deutschen Botschaft in Peking.
Der moderne Schulgebäudekomplex bietet in allen Unterrichtsräumen eine multimediale Ausstattung mit Laptop, Beamer und interaktivem Whiteboard. Zur Ausstattung gehören: Fachräume für Naturwissenschaften, Kunst, Handwerken, Theater und Musik, Labore, PC-Räume und PC-Arbeitsplätze, Sporthalle, Außensportanlage, Fitnessraum, Grundschulbibliothek, Oberstufenbibliothek, Mensa, Café, Schulshop, Schulzoo und Schulgarten.

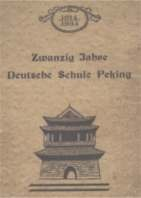
Altes Logo: Trommelturm in Peking